# Carl Alexander Clerck
Carl Alexander Clerck (1709 - 22 de juliol de 1765) va ser un naturalista, entomòleg, i aracnòleg suec.
Clerck provenia d'una família de la petita noblesa, va entrar a la Universitat de Upsala en 1726. Poc se sap dels seus estudis, es desconeix si té algun contacte amb el genial Carl von Linné (1707-1778) durant el seu temps en Uppsala. Els seus limitats mitjans ho van obligar a sortir de la Universitat precoçment i entrar en l'administració pública, i després acaba treballant en l'administració de la ciutat d'Estocolm.
El seu interès per la Història natural sembla haver arribat a una edat més madura, influenciat per una conferència de Carl von Linné a la qual va assistir a Estocolm l'any 1737. En els anys següents recull i classifica un gran nombre d'aranyes, juntament amb més observacions generals sobre el comportament de les aranyes, publicant Svenska Spindlar ("Aranyes de Suècia", 1757, també coneguda pel seu títol llatí, Aranei Suecici). Les seves aportacions foren reconegudes posteriorment a l'International Code of Zoological Nomenclature.
També va iniciar la publicació de Insectorum som Icones rariorum, una sèrie de plaques, però sense comentar que il·lustren nombroses espècies de papallones, que va quedar inconclusa després del tercer fascicle (1766) a causa de la mort de Clerck.
Eventualment Clerck es va convertir en un amic i corresponsal de Linné, que apreciava molt el seu treball i, a través del seu patrocini va ser triat com a membre de la Societat Real de Ciències d'Upsala en 1756 i de la Reial Acadèmia Sueca de Ciències el 1764.
La col·lecció de Clerck es troba avui en el Museu Suec d'Història Natural.

## Galeria
- Portada de l'edició 1757 del Svenska Spindlar
- Imatges originals (Araneus angulatus) en la Planxa 1 de Svenska Spindlar
- Portada del llibre Icones insectorum rariorum.